# 강철부대 W
《강철부대 W》는 2024년 10월 1일부터2024년 12월 24일까지 방영된 예능 프로그램이다.

## 기획 의도
이번엔 남군이 아닌 여군이다! 최정예 여군 예비역들이 팀을 이뤄 출신 부대의 명예를 걸고 싸우는 밀리터리 서바이벌 프로그램

## 출연진
- 대한민국 육군- 팀장 곽선희, 한수빈, 전유진, 이어진
- 대한민국 해군- 팀장 원초희, 박혜인, 신정민, 표유미
- 대한민국 해병대- 팀장 박민희, 조아라, 이수연, 윤재인
- 특수임무대- 팀장 조성원, 문지영, 김아란, 양지니
- 제707특수임무단- 팀장 강은미, 박보람, 이현선, 전민선
- 육국특수전사령부- 팀장 김지은, 양해주, 우희준, 정유리

## 결과
- 1위 : 대한민국 해병대
- 2위 : 육군특수전사령부 (특전사)
- 공동 3위 : 대한민국 육군
- 공동 3위 : 707특수임무단 (707)
- 5위 : 대한민국 해군
- 6위 : 특수임무대 (특임대)